# Still Rising
Albums de Jeru the Damaja
Divine Design
(2003)
Still Rising est le cinquième album studio de Jeru the Damaja, sorti le 16 octobre 2007.

## Liste des titres
| No  | Titre                              | Auteur              | Contient un (des) sample(s) de                       | Durée |
| --- | ---------------------------------- | ------------------- | ---------------------------------------------------- | ----- |
| 1.  | Intro                              | Kendrick Jeru Davis |                                                      | 0:45  |
| 2.  | The Crack                          | Davis               |                                                      | 2:16  |
| 3.  | The Prophet                        | Davis               |                                                      | 4:07  |
| 4.  | Ghetto                             | Davis               |                                                      | 3:17  |
| 5.  | Murdera                            | Davis               |                                                      | 4:11  |
| 6.  | Quantum Leap                       | Davis               |                                                      | 3:49  |
| 7.  | History 101                        | Davis               |                                                      | 4:22  |
| 8.  | How Ill                            | Davis               |                                                      | 3:32  |
| 9.  | Will Grow (Interlude)              | Davis               | The Sly, Slick and the Wicked de The Lost Generation | 1:08  |
| 10. | Dirty Bomb                         | Davis               | Come Clean de Jeru the Damaja                        | 3:55  |
| 11. | Ny                                 | Davis               |                                                      | 2:57  |
| 12. | Juss Buggn'                        | Davis               |                                                      | 3:26  |
| 13. | Airplay                            | Davis               |                                                      | 3:51  |
| 14. | Kick Rocks                         | Davis               | I'm Sorry de Brenda Lee                              | 4:18  |
| 15. | Hold Tight                         | Davis               |                                                      | 4:38  |
| 16. | Streets (featuring Camile Velasco) | Camile Velasco      |                                                      | 5:22  |